# Microregione di Baixo Curu
Baixo Curu è una microregione dello Stato del Ceará in Brasile, appartenente alla mesoregione di Norte Cearense.

## Comuni
Comprende 3 municipi:
- Paracuru
- Paraipaba
- São Gonçalo do Amarante